# 祥茂洋行
祥茂洋行（英語：A. R. Burkill and Sons, Ltd.），是一家1877年創立於上海的英資貿易公司，從事生絲和廢絲業務起家。
祥茂洋行由英國商人A·R·白克和查爾斯·克勞姆合夥成立，初期設總部於江西路。其後，祥茂洋行逐步擴充，並包攬一般進出口貿易業務，較有名的包括由祥茂進口的英國高士奇父子公司生產的各式肥皂。此外，祥茂是多家企業的代理，包括英法產業有限公司和從事內河小型船運的祥茂輪船公司。祥茂洋行合夥人同時也代任美國火神鐵機公司在華的總經理，以及英商江蘇藥水廠總公司美查洋行的秘書。透過英法產業有限公司，祥茂還在上海租界，特別是上海法租界，擁有大批地產。
克勞姆於1896年逝世後，白克於翌年安排兩名兒子A·W·白克和C·R·白克成為祥茂的新合夥人。1898年，白克決定退休返英定居，於是祥茂由他的兩名兒子留守上海全權打理。白克兄弟接手後，祥茂於1900年把總部由原來的江西路遷往九江路一座更大的商業大樓；後來又委任在祥茂工作多年的陳炳謙為華總理，協助拓展業務。步入1910年代，白克兄弟還開始投資英屬馬來亞的橡膠和地產事業，使祥茂的業務更趨多元化。在1920年代初經濟蕭條期間，白克兄弟曾經自掏腰包，向祥茂旗下好幾家橡膠企業提供免息貸款，幫助這些企業渡過難關。
在華工作四十多年後，A·W·白克和C·R·白克兩人相繼於1935年和1934年退休返回英國，祥茂洋行繼由威爾伯特·梅勒以營運總監身份主理。然而，1941年12月太平洋戰爭爆發，日軍進犯上海租界，祥茂洋行的運作陷入停頓。第二次世界大戰在1945年結束後，祥茂洋行於1947年在香港公主行開設祥茂洋行（香港）有限公司。到1949年中國大陸主權易幟後，祥茂洋行在中國大陸的業務再度陷入停頓，獨留香港分公司繼續運作。A·W·白克和C·R·白克雖然分別於1952年和1950年逝世，但祥茂洋行（香港）有限公司在他們身後繼續經營大馬橡膠業務，另外也在港經營醫藥化學品和医疗器械等的進口業務，以迄於今。

## 歷史

### 創立初期
祥茂洋行於1877年由英國商人A·R·白克（1839年－1913年）和查爾斯·克勞姆（Charles Cromie）在上海合夥成立，初時的英文名稱是「Cromie and Burkill, Ltd.」。祥茂早期從事生絲和廢絲業務，並設總部於江西路，其後洋行逐步擴充，並包攬一般進出口貿易業務。後來，該行成為多家企業的代理，當中包括英法產業有限公司（Anglo-French Land Investment Company）、從事內河小型船運的祥茂輪船公司（Cheang Mow Steamship Company）、曼徹斯特保險公司（Manchester Assurance Company）和皇家交易所保險公司（Royal Exchange Assurance Corporation）等。祥茂洋行的合夥人同時也代任美國火神鐵機公司（Vulcan Iron Works）在華的總經理，以及英商江蘇藥水廠（Kiangsu Chemical Works）總公司美查洋行（Major Bros., Ltd.）的秘書。另外，透過英法產業有限公司，祥茂在上海租界，特別是上海法租界，也擁有大批地產。

### 業務發展

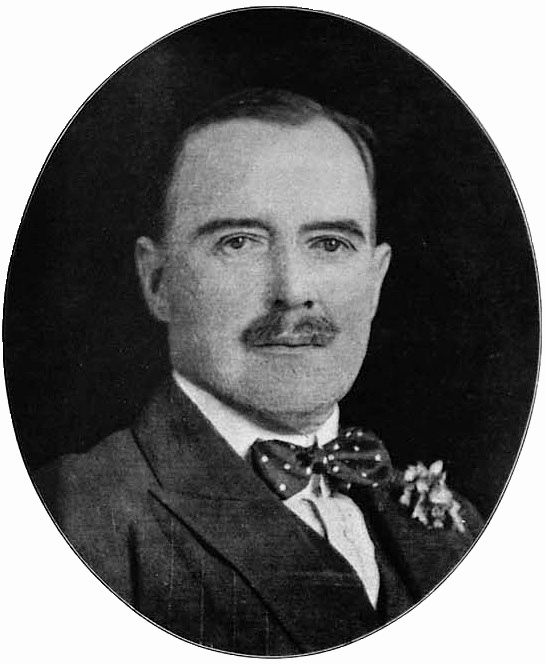
A·W·白克
（1873年－1952年）

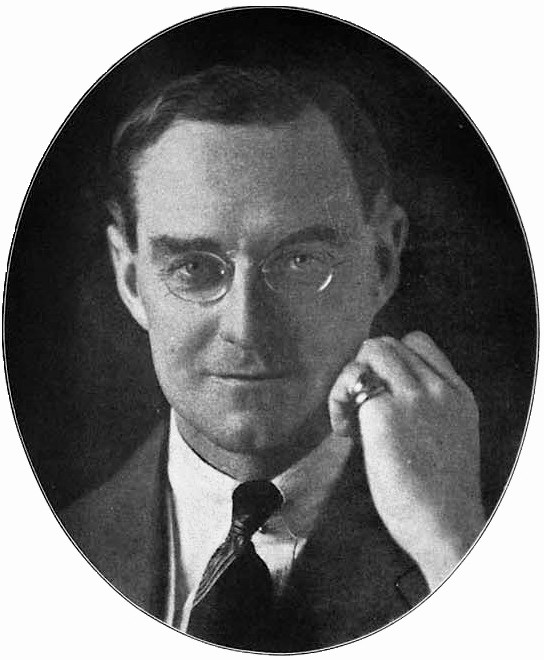
C·R·白克
（1874年－1950年）

克勞姆於1896年逝世後，白克於翌年安排兩名兒子A·W·白克（1873年－1952年）和C·R·白克（1874年－1950年）成為祥茂的新合夥人。在此以前，兩人早已在1890年代初加入祥茂成為絲師（silk inspector）。白克的兩名兒子加入成為合夥人後，祥茂洋行的英文名稱改成「A. R. Burkill and Sons, Ltd.」，但中文名稱維持不變。1898年，白克決定退休返英定居，於是祥茂由他的兩名兒子留守上海全權打理。白克兄弟接手後，祥茂於1900年把總部由原來的江西路遷往九江路一座更大的商業大樓；後來又委任在祥茂工作多年的陳炳謙為華總理，協助拓展業務。
祥茂在華代理的進口貨品當中，較有名的包括由英國高士奇父子公司（William Gossage & Sons Ltd.）生產的各式肥皂。當中，在華行銷的高士奇肥皂，品牌中文名稱以祥茂洋行命名為祥茂肥皂，其受歡迎程度使得有華商徐華封一度仿冒推出「祥荗肥皂」，結果於1900年被祥茂洋行告上會審公廨，成為上海近代首宗商標訴訟。起初，公廨裁定「祥荗肥皂」需要改名，卻不以冒牌問罪。祥茂不服判決，一度把案件送回公廨重審，但這時公廨聲稱「祥荗肥皂」是稟准北洋大臣生產的，礙於面子不便判罰，最終祥茂惟有接受公廨原判，即下令「祥荗肥皂」停產改名。

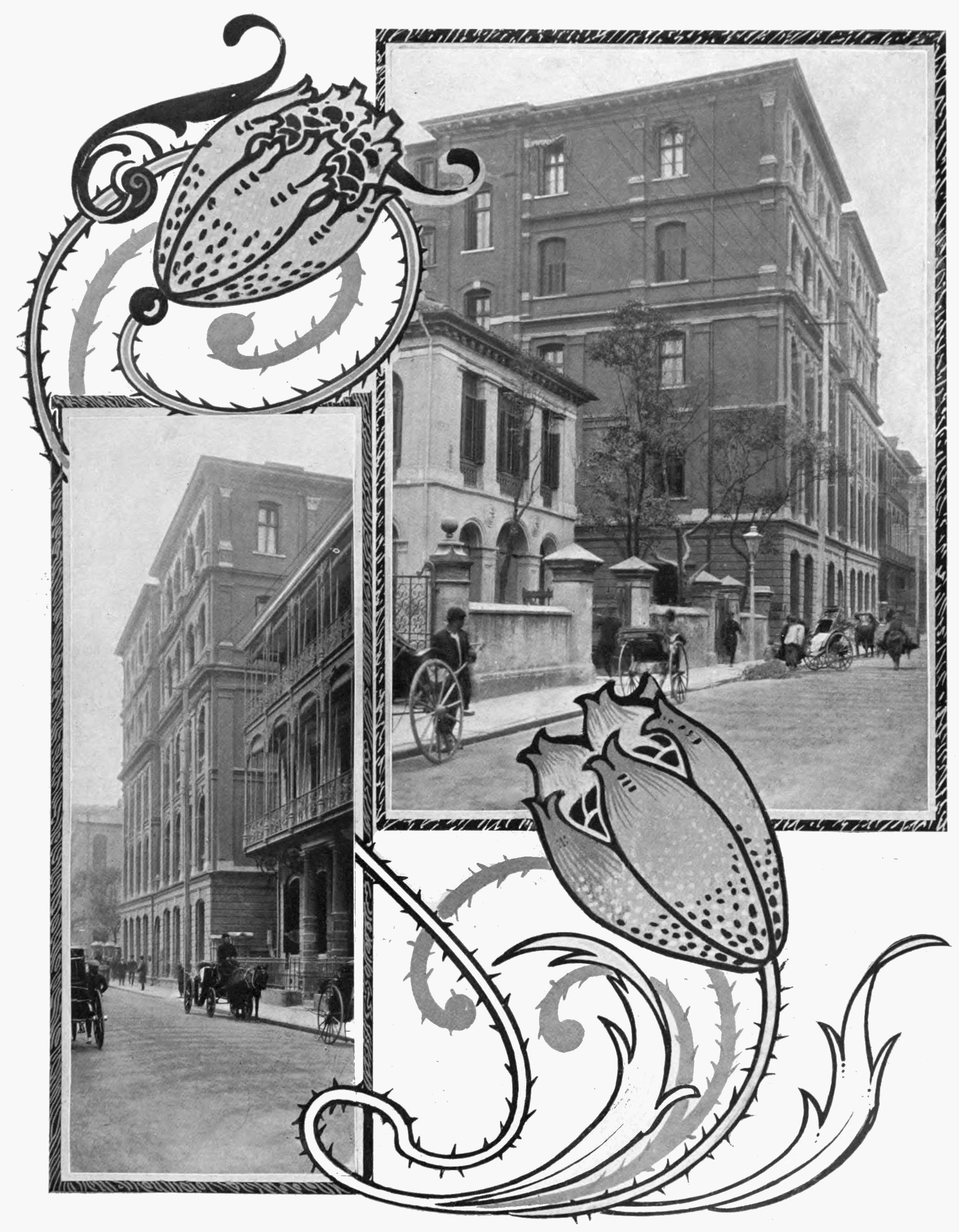
位於九江路上的祥茂洋行總部大樓

1911年，英商白禮氏洋燭公司（Price's (China) Ltd.）在上海開設白禮氏燭皂廠，其後高士奇公司在華設立駐華祥茂肥皂有限公司（William Gossage & Sons (China) Ltd.），直接借燭皂廠附設的制皂車間生產祥茂肥皂，從而降低生產成本和增加產量。直到1923年，以生產「力士」和「日光」等肥皂品牌聞名的英國製皂巨擘利華兄弟公司成立子公司中國肥皂有限公司，並於上海楊樹浦興建遠東規模最大的製皂廠房，自此祥茂肥皂也改由中皂經營。後來中皂透過祥茂肥皂發起減價戰，曾經與滬商項松茂的「五洲固本皂」引發激烈競爭。
步入1910年代，白克兄弟還開始投資英屬馬來亞的橡膠和地產事業，使祥茂的業務更趨多元化。其中，由A·W·白克擔任主席的相關公司包括卡蘭橡膠產業有限公司（Karan Rubber Estate Co., Ltd.）和吉打邦財團有限公司（The Ketapang Syndicate, Ltd.）等；至於由C·R·白克擔任主席的相關公司計有哥打巴魯橡膠公司（Kota Bahroe Rubber Company）、標得種植園有限公司（Bute Plantations Ltd.）、丹那美拉產業有限公司（Tanah Merah Estates, Ltd.）、巴東橡膠公司（Padang Rubber Co.）和雙溪杜利橡膠產業有限公司（Sungei Duri Rubber Estate, Ltd.）等。在1920年代初經濟蕭條期間，白克兄弟曾經自掏腰包，向祥茂旗下好幾家橡膠企業提供免息貸款，幫助這些企業渡過難關。

### 二戰以後
在華工作四十多年後，A·W·白克和C·R·白克兩人相繼於1935年和1934年退休返回英國，但仍留任祥茂洋行的倫敦董事會；祥茂洋行的在華事務繼由威爾伯特·梅勒（Wilbert Mellor）以營運總監身份主理。
然而，1941年12月太平洋戰爭爆發，日軍進犯上海租界，祥茂洋行的運作陷入停頓。第二次世界大戰在1945年結束後，祥茂洋行於1947年在香港公主行開設祥茂洋行（香港）有限公司。到1949年中國大陸主權易幟後，祥茂洋行在中國大陸的業務再度陷入停頓，獨留香港分公司繼續運作。當時身處香港的梅勒仍堅持返回上海視察祥茂的業產，結果梅勒一直遭中國共產黨當局限制離境，直到1953年因癌症在滬病逝世。
A·W·白克和C·R·白克雖然分別於1952年和1950年逝世，但祥茂洋行（香港）有限公司在他們身後繼續經營大馬橡膠業務，另外也在港經營醫藥化學品和醫療儀器等的進口業務，以迄於今。

## 注腳
1. 1 2  "Death of Mr. A. R. Burkill" (13 December 1913)
2. 1 2 3  "Obituary: Mr A. R. Burkill" (6 December 1913)
3. 1 2 3 4 5 6 7 8  Wright (1908), p.622.
4. ↑  Kong (30 August 2017), p.116.
5. ↑  The Directory & Chronicle for China, Japan, Corea, Indo-China, Straits Settlements, Malay States, Sian, Netherlands India, Borneo, the Philippines, &c. (1909), p.1481.
6. ↑  Ezekiel (1924), p.80.
7. ↑  "Charles Cromie, deceased" (14 November 1896)
8. ↑  Wright (1908), p.556.
9. ↑  〈祥茂肥皂〉（造訪於2019年9月1日）
10. 1 2 3 4  孫德祥（2006年12月18日）
11. 1 2 3  〈上海審判志：大事記〉（2008年5月12日）
12. 1 2  〈聯合利華〉（造訪於2019年9月1日）
13. ↑  "Karan Rubber Estate Co. - First Annual Meeting of a Shanghai Concern" (5 July 1911)
14. ↑  "The Ketapang Syndicate, Ld - Expediting Survey Operations on Estate" (9 November 1910)
15. ↑  "Kota Bahroe Rubber - Tapping Resumed on a Moderate Scale" (19 November 1921)
16. ↑  "Bute Plantations - Over 50 Per Cent. Reduction in Costs" (5 May 1922)
17. ↑  "Tanah Merah Estates - Large Reserve Area Being Retained" (22 July 1921)
18. ↑  "Padang Rubber Co. Annual Meeting" (21 July 1914)
19. ↑  "Sungei Duri's Sound Position - Final Dividend of 75 Cents a Share" (2 November 1934)
20. 1 2  "Mr A. W. Burkill - Prominent S'hai Resident Passes - Keen Sportsman" (22 January 1952)
21. ↑  North China Daily News, 15 May 1935.
22. ↑  "Shanghai Race Club - Tribute to Mr. A. W. Burkill" (1 June 1935)
23. 1 2  "Mr C. R. Burkill - Well-known Shanghai Resident Passes" (28 February 1950)
24. 1 2 3  "Chou En-lai's debt of honour" (8 December 1979)
25. ↑  "Change of Address" (30 December 1947)
26. ↑  "Rubber crops" (8 April 1970)
27. ↑  "The List of Local Responsible Persons (LRP)" (retrieved on 1 September 2019)

### 英文資料
- "Charles Cromie, deceased", The Hongkong Government Gazette, 14 November 1896, p.1067.
- Edited by Wright, Arnold, Twentieth Century Impressions of Hongkong, Shanghai, and Other Treaty Ports of China: Their History, People, Commerce, Industries, and Resources. London: Lloyds Greater Britain Publishing Company, 1908.
- The Directory & Chronicle for China, Japan, Corea, Indo-China, Straits Settlements, Malay States, Sian, Netherlands India, Borneo, the Philippines, &c.（页面存档备份，存于）. Hong Kong: The Hongkong Daily Press Office, 1909.
- "The Ketapang Syndicate, Ld - Expediting Survey Operations on Estate（页面存档备份，存于）", The Straits Times, 9 November 1910, p.12.
- Karan Rubber Estate Co. - First Annual Meeting of a Shanghai Concern（页面存档备份，存于）", The Straits Times, 5 July 1911, p.11.
- "Obituary: Mr A. R. Burkill", North China Herald, 6 December 1913.
- "Death of Mr. A. R. Burkill（页面存档备份，存于）", The Straits Times, 13 December 1913, p.15.
- "Padang Rubber Co. Annual Meeting（页面存档备份，存于）", Malaya Tribune, 21 July 1914, p.15.
- "Tanah Merah Estates - Large Reserve Area Being Retained（页面存档备份，存于）", The Straits Times, 22 July 1921, p.10.
- "Kota Bahroe Rubber - Tapping Resumed on a Moderate Scale（页面存档备份，存于）", The Straits Times, 19 November 1921, p.10.
- "Bute Plantations - Over 50 Per Cent. Reduction in Costs（页面存档备份，存于）", The Straits Times, 5 May 1922, p.2.
- Compiled by Ezekiel, S., Leaders of Commerce, Industry and Thought in China（页面存档备份，存于）. Shanghai: Geo. T. Lloyd, 1924.
- "Sungei Duri's Sound Position - Final Dividend of 75 Cents a Share（页面存档备份，存于）", The Singapore Free Press and Mercantile Advertiser, 2 November 1934, p.10.
- North China Daily News, 15 May 1935.
- "Shanghai Race Club - Tribute to Mr. A. W. Burkill", Hong Kong Daily Press, 1 June 1935, p.7.
- "Change of Address", The South China Morning Post, 30 December 1947, p.5.
- "Mr C. R. Burkill - Well-known Shanghai Resident Passes", The South China Morning Post, 28 February 1950, p.6.
- "Mr A. W. Burkill - Prominent S'hai Resident Passes - Keen Sportsman", The South China Morning Post, 22 January 1952, p.6.
- "Rubber crops", The South China Morning Post, 8 April 1970, p.39.
- "Chou En-lai's debt of honour", The South China Morning Post, 8 December 1979, pp.10-11.
- Kong, Yuk Chui, Jewish merchants' community in Shanghai: a study of the Kadoorie Enterprise, 1890-1950（页面存档备份，存于）. Hong Kong: Hong Kong Baptist University HKBU Institutional Repository, 30 August 2017.
- "The List of Local Responsible Persons (LRP)（页面存档备份，存于）", Medical Device Control Office. Hong Kong: The Department of Health, retrieved on 1 September 2019.

### 中文資料
- 孫德祥撰，〈文史資料（第五輯）：為抗日捐軀的實業家項松茂（页面存档备份，存于）〉，《政協寧波市委員會文史匯編》，2006年12月18日。
- 〈上海審判志：大事記（页面存档备份，存于）〉。上海：上海市地方志辦公室，2008年5月12日。
- 〈祥茂肥皂（页面存档备份，存于）〉，《家鄉網》，造訪於2019年9月1日。
- 〈聯合利華（页面存档备份，存于）〉，《家鄉網》，造訪於2019年9月1日。

## 外部連結
- 祥茂洋行（香港）有限公司（页面存档备份，存于）－黃頁